# Jeannie mit den hellbraunen Haaren
Jeannie mit den hellbraunen Haaren (jap. 風の中の少女 金髪のジェニ, Kaze no Naka no Shōjo: Kinpatsu no Jenī, dt. „Das Mädchen in der Mitte des Winds/Sturms: Die blonde Jeanie“, Alternativtitel: Jeannie) ist eine japanische Anime-Fernsehserie, die zwischen 1992 und 1993 produziert wurde. Die Geschichte basiert auf dem 1854 von Stephen Foster veröffentlichten Song Jeanie with the Light Brown Hair und ist eine Neuauflage der Animeserie Kinpatsu no Jeanie von 1979.

## Handlung
Die Handlung spielt in einer Kleinstadt in Pennsylvania um das Jahr 1838.
Jeannie ist ein fröhliches junges Mädchen, das ein sorgloses Leben führt, gerne mit ihren Freunden Stephen und Bill spielt und Musik liebt. Als ihre Mutter stirbt, ändert sich diese Freude allerdings. Anfangs fällt es ihr sehr schwer, mit der Situation zurechtzukommen, sie erhält jedoch Unterstützung und Aufmunterung von ihren Freunden. Jeannies Vater ist Dorfarzt und heiratet die reiche Diana. Diese sorgt allerdings dafür, dass Jeannie weit weg von zu Hause auf ein Mädcheninternat gehen muss. Dort hat sie mit vielen Ungerechtigkeiten zu kämpfen und muss sich gegen die anderen durchsetzen. Um ihr zu helfen, lässt sich Bill dort als Bediensteter einstellen. Stephen geht in ihrer Nähe zur Schule. Später absolviert sie ein Praktikum in einem Kinderheim und die drei werden junge Erwachsene, wobei auch tiefere Gefühle im Spiel sind.

## Produktion und Veröffentlichung
Die Serie wurde zwischen 1992 und 1993 in Japan von Nippon Animation produziert. Dabei entstanden 52 Folgen. Das Charakterdesign entwarf Masahiro Kase und die künstlerische Leitung lag bei Masamichi Takano.
Erstmals wurde die Serie zwischen dem 15. Oktober 1992 und dem 30. September 1993 auf TV Tokyo ausgestrahlt. Die deutsche Erstausstrahlung erfolgte am 12. Juni 2001 auf RTL II. Weitere Ausstrahlungen erfolgten auf ORF eins und tm3. Außerdem wurde die Serie im italienischen, philippinischen, spanischen und französischen Fernsehen gezeigt.

### Synchronisation
| Rolle   | japanischer Sprecher (Seiyū) | deutscher Sprecher |
| ------- | ---------------------------- | ------------------ |
| Jeannie | Mitsuko Horie                | Angela Wiederhut   |
| Bill    | Masami Kikuchi               |                    |
| Stephen | Toshiko Fujita               | Benedikt Gutjan    |
| Sandy   | Keaton Yamada                | Peter Musäus       |
| Freddy  | Kinryū Arimoto               | Thomas Rauscher    |
| Angela  | Waka Kanda                   | Simone Brahmann    |

### Musik
Die Musik der Serie komponierte Hideo Shimazu. Das Vorspannlied ist Taiyō o Oikakete (太陽を追いかけて) und für den Abspann verwendete man Omoide no Kagami (思い出の鏡). Beide Lieder wurden von Mitsuko Horie gesungen.

## Episodenliste
| Nr. | deutscher Titel                  | Nr. | deutscher Titel               |
| --- | -------------------------------- | --- | ----------------------------- |
| 1   | Meine wunderschöne Stadt         | 27  | Der Weg in die Freiheit       |
| 2   | Das Pferderennen                 | 28  | Das hübsche neue Mädchen      |
| 3   | Werd gesund, Mutter              | 29  | Die erste Liebe               |
| 4   | Jeannie vergießt Tränen          | 30  | Nur die Liebe zählt           |
| 5   | Der aufregende Patient           | 31  | Der Start in die Sommerferien |
| 6   | Vaters Versprechen               | 32  | Jeannie und der Puma          |
| 7   | Ein unerwartetes Geschenk        | 33  | Gefährliche Heimreise         |
| 8   | Was hat Diana vor?               | 34  | Der verständnisvolle Fremde   |
| 9   | Der Wohltätigkeitsbasar          | 35  | Jeannie auf der Schatzsuche   |
| 10  | Jeannie ist einsam               | 36  | Vor Gericht                   |
| 11  | Jeannies Entscheidung            | 37  | Bills sehnlichster Wunsch     |
| 12  | Eine neue Jahreszeit             | 38  | Ein Traum wird wahr           |
| 13  | Bills Tränen                     | 39  | Das Lied der Heimat           |
| 14  | Helens Geschenk                  | 40  | Der geldgierige Arzt          |
| 15  | Auf Wiedersehen, Stephen!        | 41  | Der Engel mit dem kalten Auge |
| 16  | Zwei Briefe                      | 42  | Suche nach Michelle           |
| 17  | Abschied von der Heimat          | 43  | Rettet das Waisenhaus!        |
| 18  | Die neue Schule                  | 44  | Feuer!                        |
| 19  | Ein schöner Sonntag              | 45  | Bessys Adoption               |
| 20  | Ann Mary                         | 46  | Die falsche Tochter           |
| 21  | Jeannies Auftritt                | 47  | Angst um Sally                |
| 22  | Die goldene Uhr der Freundschaft | 48  | Der Heiratsantrag             |
| 23  | Die Zweckfreundschaft            | 49  | Die unerwartete Hochzeit      |
| 24  | Der Ferientag                    | 50  | Der Wirbelsturm               |
| 25  | Weiße Weihnacht                  | 51  | Abschied von Stephen          |
| 26  | Miss Garland und der böse Geist  | 52  | Die Freundschaft siegt        |